# KZ-Außenlager Leitmeritz
Das KZ-Außenlager Leitmeritz in der Nähe von Litoměřice in Tschechien war das größte Außenlager des KZ Flossenbürg. In amtlichen Unterlagen wurde es als SS Kommando B 5, Außenkommando Leitmeritz oder Arbeitslager Leitmeritz geführt. Errichtet wurde es in Zusammenhang mit dem unter dem nationalsozialistischen Decknamen Richard in der Nähe gestarteten Bauvorhaben für Untertage-Verlagerungen und vom 24. März 1944 bis zur Kapitulation der Wehrmacht am 8. Mai 1945 betrieben. Etwa 18.000 Häftlinge durchliefen das der Zwangsarbeit dienende Lager, circa 4.500 von ihnen kamen zu Tode.
Seit 1964 wird das Stollensystem als Endlager für radioaktive Abfälle genutzt, siehe Richard (Tschechien).

## Geschichte
Die unterirdischen Anlagen des Bergwerks Richard der Leitmeritzer Kalk- und Ziegelwerke AG bei Leitmeritz (zur Geschichte des Bergwerks siehe Richard (Tschechien)#Geschichte) sollten während des Zweiten Weltkrieges auf Befehl Adolf Hitlers vom 5. März 1944 als Verlagerungsobjekte genutzt werden, in denen die Produktion kriegswichtiger Güter unbehelligt von Bombenangriffen unter Tage fortgeführt werden konnte.
Der erste Transport mit 500 Häftlingen aus dem KZ Dachau erreichte Leitmeritz am 24. März 1944, während Zivilarbeiter die Baustelle Richard vorbereiteten. Zunächst wurden die Häftlinge vorübergehend in der sieben Kilometer entfernten Kleinen Festung Theresienstadt untergebracht, da in Leitmeritz noch keine Unterkünfte bereitstanden. Ab 27. März 1944 wurden sie zur Zwangsarbeit, unter wie über Tage, in Leitmeritz gebracht. Der SS-Führungsstab B 5 leitete die Vorbereitungsarbeiten auf der Baustelle, verließ jedoch nach kurzer Zeit geschlossen Leitmeritz, da die SS-Führung die Verantwortung für das riskante Bauvorhaben ablehnte. Im Mai 1944 setzte das Reichsministerium für Rüstung und Kriegsproduktion bei Hitler den neuerlichen Einsatz der SS in Leitmeritz durch.
Den gesamten Sommer 1944 über erfolgte die Errichtung des Außenlagers vor Ort in Leitmeritz in einer ehemaligen Kaserne der Tschechoslowakischen Armee. Während sich Lagerleitung und SS-Wachmannschaft in den ursprünglichen Soldatenunterkünften einquartierten, wurden die Ställe, die Lager und die Reithalle der vormaligen Kaserne zum eigentlichen KZ-Außenlager ausgebaut und mit einem zweireihigen Zaun sowie sieben Wachtürmen gesichert.
Das KZ-Außenlager wurde mit Ankunft von 1202 Häftlinge aus dem KZ Groß-Rosen am 31. Mai 1944 regulär in Betrieb genommen. Zwischen Juli 1944 und Mitte Februar 1945 erreichten 17 Häftlingstransporte das Lager; 3649 Häftlinge kamen aus dem Stammlager Flossenbürg, 2051 aus Groß-Rosen, 1995 aus dem Vernichtungslager Auschwitz-Birkenau und 1441 aus Dachau. Am 9. August 1944 wurden erstmals Juden eingeliefert; 760 dieser aus Polen stammenden Juden wurden am 13. Oktober 1944 aufgrund ihrer hohen Kranken- und Sterbequote nach Dachau und Mauthausen deportiert. Insgesamt wurden etwa 4000 mehrheitlich aus Polen stammende Juden nach Leitmeritz zwangsverbracht.
Nach der provisorischen Unterbringung in der Kleinen Festung Theresienstadt, während der die Bewachung aus 30 Luftwaffensoldaten bestand, wurde die Außenüberwachung von der etwa 250 bis 300 Mann starken 6. Luftwaffenwachkompanie Leitmeritz übernommen, die der SS-Sonderinspektion II Nordhausen unterstand.

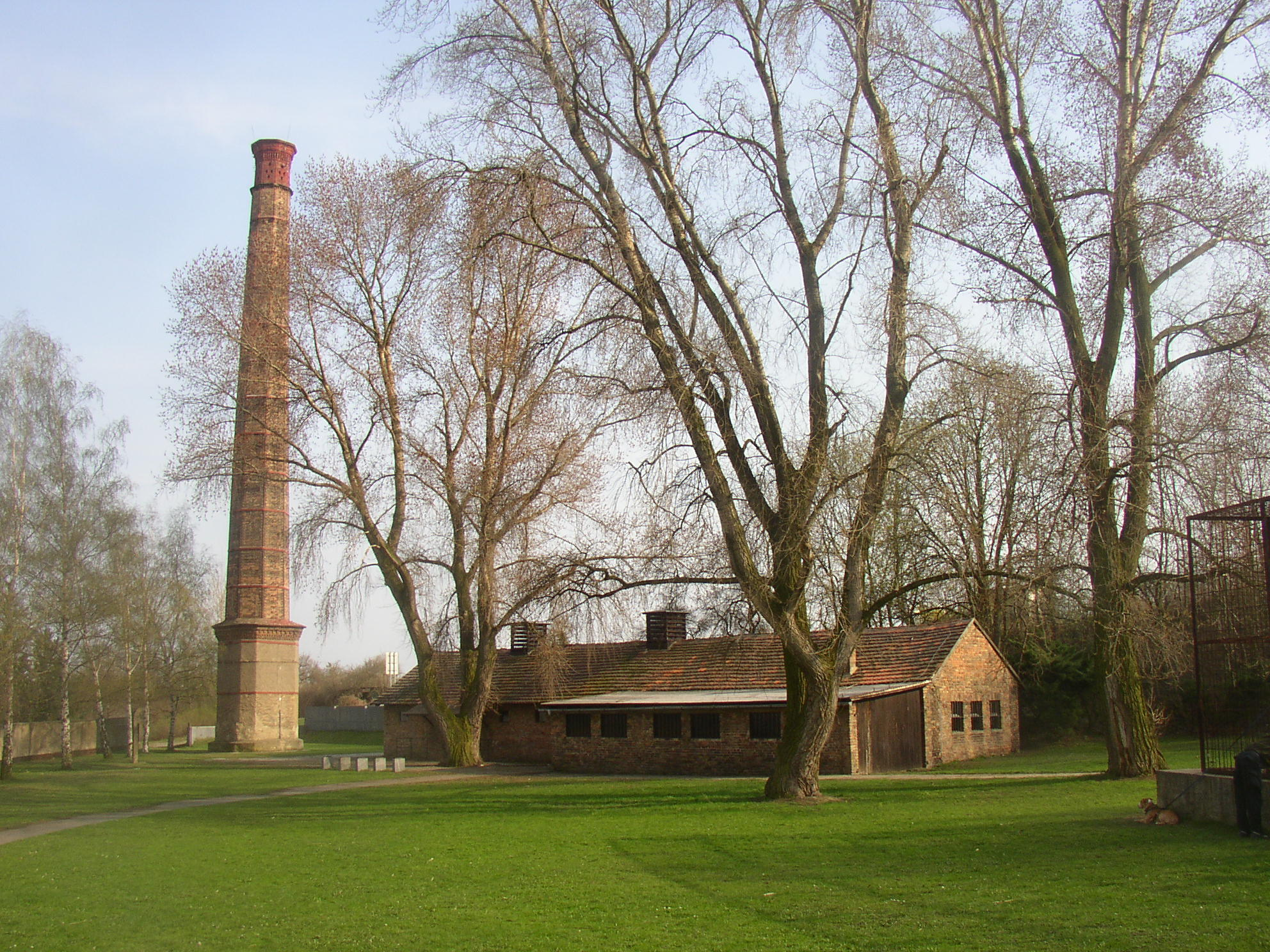
Das Krematorium (2006)

Ab Juli 1944 wurden die Leichen im KZ Theresienstadt eingeäschert. Die Todesopfer waren ab Dezember 1944 in Folge einer Ruhr-Epidemie so zahlreich, dass Anfang 1945 mit dem Bau eines eigenen Krematoriums mit zwei Verbrennungsöfen begonnen wurde. Im Januar 1945 starben mindestens 935 Häftlinge. Im April 1945 wurde das Krematorium in Betrieb genommen und 405 Opfer binnen dieses Monats verbrannt. Mangels Kapazität wurden zusätzlich Bestattungen in Massengräbern auf den Lagergelände vorgenommen; nach dem Krieg wurden aus diesen Massengräbern 789 Opfer exhumiert und auf dem Nationalfriedhof Terezín (Theresienstadt) bestattet.
Im März und April 1945 wurden etwa 2000 Häftlinge aus anderen Flossenbürger Außenlagern nach Leitmeritz evakuiert. Ferner kamen Evakuierungstransporte aus Außenlagern von Buchenwald mit über 800 Häftlingen an.
Insgesamt durchliefen ungefähr 18.000 Häftlinge – einschließlich 770 Frauen – das KZ-Außenlager Leitmeritz. Die Häftlinge stammten aus nahezu allen vom Deutschen Reich besetzten Ländern: Knapp 9.000 Polen, 3.500 Sowjetbürger, 950 Deutsche, 850 Ungarn, 800 Franzosen, über 600 Jugoslawen und über 500 Tschechen wurden eingeliefert. Zeitweise waren 6.000 bis 7.000 Häftlinge vor Ort. Etwa 4.500 Häftlinge kamen zu Tode, davon sind 3.200 namentlich bekannt.
Der letzte Deportationszug (Zug-Nr. 94803) von Leitmeritz, das vermutliche Ziel soll das KZ Mauthausen sein, der mit ca. 4000 Personen in 77 offenen Kohlewaggons durchgeführt wurde, war der einzige Transport, der durch Zivilcourage der lokalen Bevölkerung aufgehalten und befreit wurde.
Das KZ-Außenlager Leitmeritz wurde offiziell am 8. Mai 1945 geschlossen, doch die ersten Evakuierungen sollen schon Ende April 1945 stattgefunden haben. Genauere Daten sind unbekannt.
Nach dem Krieg verurteilte ein außerordentliches Volksgericht der Tschechoslowakei in Litoměřice 1946 den ehemaligen Lagerführer, SS-Hauptscharführer Karl Opitz, zu einer lebenslangen Gefängnisstrafe. Die tschechoslowakische Armee kehrte in die Kaserne zurück; seit 2003 ist die Kaserne aufgegeben. Das Lagerkrematorium ist das einzige Gebäude, das bis heute unverändert blieb und als Gedenkstätte der Öffentlichkeit zugänglich ist.

## Die Untertage-Verlagerungen Richard
Auf Befehl Hitlers von Anfang März 1944 wurde zunächst das Geheimprojekt Richard gestartet. Aus diesem wurde nach Erweiterung um ein zweites Bauprojekt (Richard II) im Mai 1944 Richard I. Zum Kriegsende im Mai 1945 wurde nur im Stollen Richard I produziert, während sich eine dritte unterirdische Produktionsstätte (Richard III) in der Planung befand.

### Richard I
Richard I war ein für die Elsabe AG, eine Deckfirma der Auto Union AG, vorgesehenes U-Verlagerungsobjekt. Die Gefangenen des Außenlagers mussten Maybach-Panzermotoren des Typs HL 230 montieren. Das vorgesehene unterirdische Gesamtobjekt mit einer Fläche von 60.000 m² war bis Ende März 1945 zu einem Viertel ausgebaut und verfügte über zwei Stollenmundlöcher und einen Wetterschacht. Ende Oktober 1944 waren 2.000 m² von der Elsabe AG bezogen und hochwertige Maschinen zur Panzermotorenherstellung aufgestellt worden. Richard I verfügte über einen Gleisanschluss.

### Richard II
Richard II war für die Osram GmbH vorgesehen. Das vorgesehene unterirdische Gesamtobjekt mit einer Fläche von 15.000 m² war bis Ende März 1945 noch im Ausbau begriffen, aber mehrere Räume bereits fertiggestellt. Die Abteufarbeiten für den Wetterschacht waren noch nicht abgeschlossen, der Verbindungsquerschlag zu Richard I und ein Stollenmundloch fertiggestellt. Das Objekt war von Osram noch nicht bezogen. Die Produktivität war gering, denn die Gefangenen waren unterernährt und schwach.

## Gedenken und Rezeption

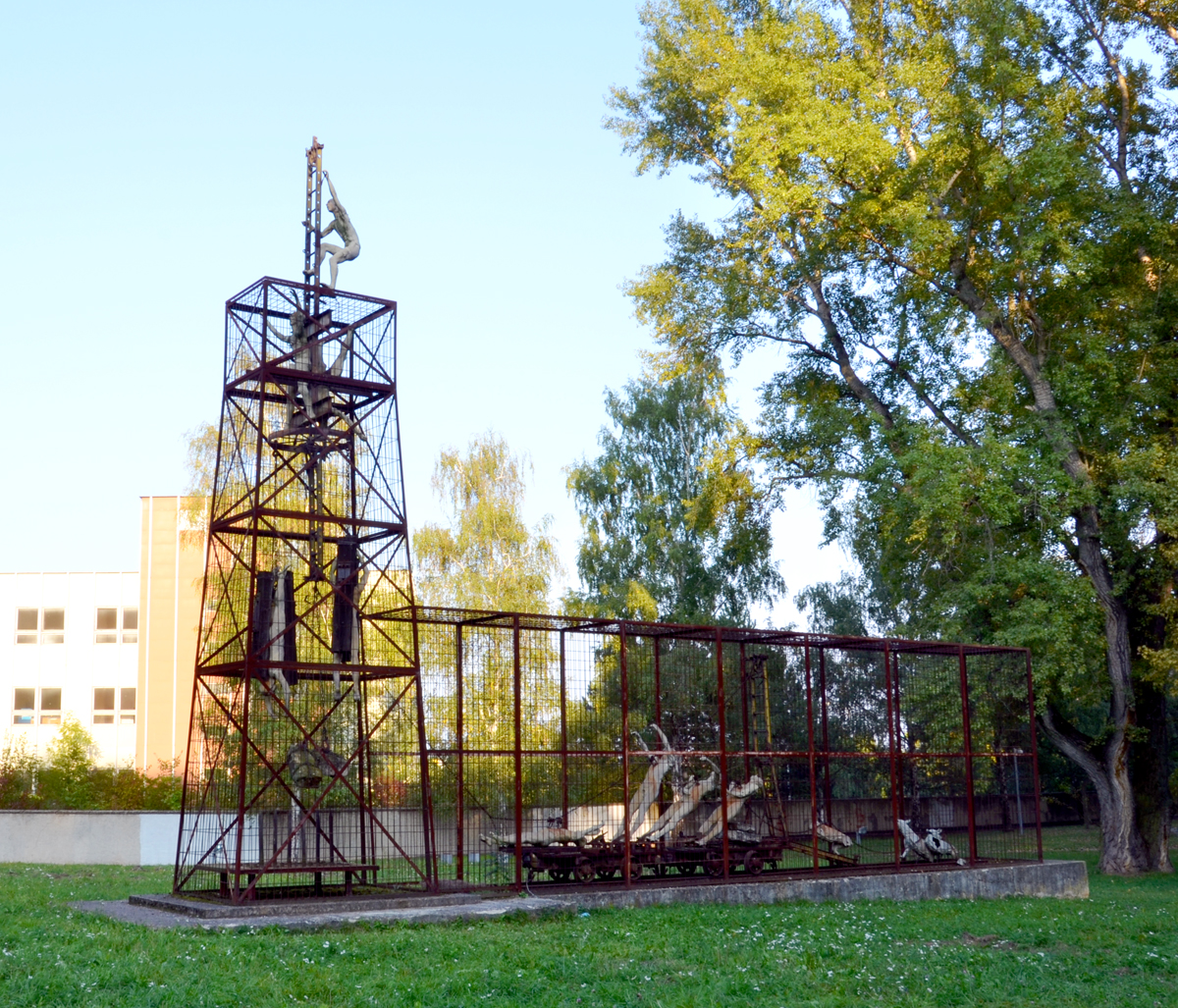
Jiří Sozanský: Skulptur Memento mori von 1992 (2016)

Auf dem Gelände des ehemaligen Außenlagers befindet sich im damaligen Lagerkrematorium eine Gedenkstätte, ferner der Pietní Park (tschechisch in etwa ‚Andachtspark‘ bzw. ‚pietätvoller Park‘). 1992 wurde eine vom tschechischen Künstler Jiři Sozanský entworfene Skulptur neben dem Krematorium eingeweiht. In der Gedenkstätte des KZ Theresienstadt, die auch Träger des Denkmals von Leitmeritz ist, befindet sich eine Dauerausstellung zum Außenlager Leitmeritz.
In einem US-Untersuchungsbericht aus der Nachkriegszeit wurde das Außenlager Leitmeritz als „Todesfabrik“ bezeichnet.
In Band 4 des Werks Der Ort des Terrors wird, stellvertretend für viele Überlebende, die meist auch andere Konzentrationslager durchlaufen haben, ein ehemaliger Häftling zitiert, der das Außenlager Leitmeritz im Vergleich zu anderen Lagern wie folgt beschreibt:

„Überall herrschte ein gewisse Ordnung: Man wusste, wann es Essen gibt und wann man schlafen gehen wird. Jedoch hier [Leitmeritz] nicht, hier gab es nur Arbeit, Arbeit immer nur Arbeit, man schuftete bis zu 14 Stunden. Das war ein wahrhaftes Sklavenlager.“

 Ergänzt wird das Zitat des Häftlings in Der Ort des Terrors mit dem Hinweis, dass Hunger in Verbindung mit der erschöpfenden Arbeit „eines der Hauptinstrumente zur Vernichtung der Häftlinge“ war.

## Film über einen Todeszug
Der Dokumentarfilm Todeszug in die Freiheit (Bayerischer Rundfunk, 2017, rund 45 Minuten, Redaktion: Andreas Bönte; Erstausstrahlung am 29. Januar 2018 im Ersten) von Andrea Mocellin (Regie und Drehbuch) und Thomas Muggenthaler (Drehbuch) erzählt die außergewöhnliche Geschichte eines KZ-Transports im Frühjahr 1945, der rund 4000 KZ-Häftlinge vom KZ-Außenlager Leitmeritz zum KZ Mauthausen bringen sollte. Die meisten der deportierten KZ-Häftlinge, die in 77 offenen Güterwagen zunächst ohne Lebensmittel transportiert worden sind, überlebten.
Auf der Route durch das damalige „Protektorat Böhmen und Mähren“ unternahm die tschechische Bevölkerung vieles, um an verschiedenen Bahnhöfen so viele Menschen wie möglich aus dem Todestransport zu befreien oder die Überlebenschancen der Deportierten durch Versorgung mit Nahrung und Medikamenten zu erhöhen. Aus dem am 28. April 1945 von der SS in Leitmeritz in Bewegung gesetzten Güterzug mit der Nummer 94803 konnten durch die spontane und organisierte Hilfe der tschechischen Bevölkerung rund 1500 Häftlinge befreit werden. Am 8. Mai 1945 im südböhmischen Velešín wurde der Zug schließlich von Männern des tschechischen Widerstands sowie sowjetischen Soldaten der Wlassow-Armee mit Waffengewalt befreit.
In dem Dokumentarfilm werden einzigartige zeitgenössische Foto- und Filmaufnahmen und Interviews mit Zeitzeugen (tschechische Helfer und Befreier und ehemalige KZ-Häftlinge) aus der Gegenwart gezeigt, um den Verlauf des Bahntransports zu dokumentieren.
Der Kameramann Sorin Dragoi wurde im Juli 2018 für den Film mit dem Deutschen Kamerapreis ausgezeichnet. Im November 2018 wurde der Film mit dem Deutsch-Tschechischen Journalistenpreis (Sonderpreis Milena Jesenská) ausgezeichnet. Der Film wurde zum Grimme-Preis 2019 nominiert.